# Dragon Ball
Dragon Ball (ドラゴンボール, Doragon Bōru; pronúncia japonesa do inglês Dragon Ball, lit. Bola do Dragão, em referência aos objetos que tiveram seus nomes adaptados como Esferas do Dragão no Brasil e Bolas de Cristal em Portugal, a fim de se evitar cacofonia) é uma franquia de mídia japonesa criada por Akira Toriyama. Originalmente iniciada com uma série de mangá escrita e ilustrada por Toriyama, foi serializada em capítulos na revista Weekly Shonen Jump de 1984 a 1995. A abreviatura é「DB」. Os 519 capítulos foram compilados em 42 volumes tankōbon e publicados pela editora Shueisha (集英社). Dragon Ball foi inicialmente inspirado pelo clássico romance chinês Jornada ao Oeste. 
A série segue as aventuras do protagonista, Son Goku, desde sua infância até a idade adulta enquanto ele treina artes marciais e explora o mundo em busca de sete esferas conhecidas como as Esferas do Dragão, que convocam um dragão que concede um desejo quando reunidas. Ao longo de sua jornada, Goku faz vários amigos e luta contra uma grande variedade de vilões, muitos dos quais também procuram as Esferas do Dragão.
O mangá Dragon Ball foi adaptado em duas séries de anime pela Toei Animation: Dragon Ball e Dragon Ball Z, que, juntas, foram transmitidas no Japão de 1986 a 1996. Além disso, o estúdio desenvolveu 20 longas-metragens animadas e três especiais de televisão, assim como duas séries de anime, intituladas Dragon Ball GT (1996–1997) e Dragon Ball Super (2015–2018). De 2009 a 2015, uma versão remake e acelerada de Dragon Ball Z foi exibida no Japão sob o título Dragon Ball Kai, na qual a maior parte das cenas da versão original que não aparecem no mangá foram removidas. Várias empresas desenvolveram diversas adaptações da série de mangá, tornando-a uma grande e popular franquia de mídia que inclui filmes animados e em live-action, jogos de cartas colecionáveis, inúmeras figuras de ação, além de várias coleções de trilhas sonoras e um grande número de jogos eletrônicos. A partir de novembro de 2014, a franquia gerou US$ 5 bilhões em mercadorias, tornando Dragon Ball uma das franquias de mídia baseadas em mangá mais comercializadas de todos os tempos.
Desde o seu lançamento, Dragon Ball tornou-se uma das séries de mangá e anime mais bem sucedidas e influentes. Os 42 volumes do mangá já venderam 260 milhões de cópias em todo o mundo, tornando-se uma das séries de mangá mais vendidas da história. Os críticos elogiaram a arte, os personagens e o humor da história. É amplamente considerado como uma das maiores séries de mangás já feitas, com muitos mangakás citando Dragon Ball como uma fonte de inspiração para suas obras. Os animes, especialmente Dragon Ball Z, também são altamente populares em vários países e foram indiscutivelmente uns dos mais influentes em impulsionar a popularidade da animação japonesa na cultura ocidental. Dragon Ball e Dragon Ball Z foram transmitidos na rede Fuji TV de 1986 a 1996, e durante o período de transmissão da série de 11 anos, a audiência média foi superior a 20%. Também é transmitido em mais de 80 países, tornando-se uma obra representativa do mangá e anime japonês que é extremamente popular em todo o mundo.
Em fevereiro de 2023, Dragon Ball Z Dokkan Battle registou receitas de 500 bilhões de ienes , tornando-se a força motriz por trás das receitas da Bandai Namco Entertainment. A Super Dragon Ball Heroes vendeu um total de 1 bilhão de cartas (nos jogos arcade de cartas colecionáveis em máquinas de jogos de rua japonesas), tem mais de 4 milhões de usuários registados, e é o título mais popular no mercado de jogos de cartas infantis digitais .
Em 2019, as vendas totais, incluindo mangá, séries de anime, jogos, etc., atingiram US$ 23 mil milhões (aproximadamente 2,5 trilhões de ienes).
O novo anime Dragon Ball Daima estreou no dia 11 de outubro de 2024 na Fuji TV.

Goku em sua infância e na sua fase adulta.

## Enredo
A história de Dragon Ball começa com Son Goku, um garoto ingênuo e puro com cauda de macaco e uma força extraordinária. Ele mora sozinho após a morte de seu avô adotivo em uma montanha chamada Paozu. Um dia ele conhece Bulma, uma garota muito inteligente da cidade, que estava em busca das sete Esferas do Dragão. Persuadido, Goku concorda em ajudar Bulma a encontrar as Esferas. Os dois partem em uma longa jornada, durante a qual eles fazem muitos amigos. Depois, Goku passa por um treinamento com Kame-Sennin, onde o garoto Kuririn se torna seu parceiro, e participa de vários torneios mundiais de artes marciais. No curso de seu crescimento e seu desenvolvimento, ele enfrenta inúmeros inimigos, incluindo Piccolo, que depois se torna seu aliado. Quando jovem adulto, Goku se casa com Chi-Chi, cumprindo uma promessa feita por ele quando ambos eram crianças, e possui seu primeiro filho chamado Gohan. Goku acaba descobrindo que pertence à raça extraterrestre Saiyajin, e que foi enviado à Terra quando criança para conquistar o planeta. Pouco depois de sua chegada, no entanto, ele tinha sofrido um ferimento na cabeça, perdendo desta forma a memória da missão e sua natureza agressiva. No entanto, o jovem decide continuar a defender seu planeta adotado do ataque de inimigos cada vez mais difíceis, incluindo o príncipe dos sayajins Vegeta, que depois também se torna seu aliado. Desta forma, juntamente com sua família e seus amigos, Goku luta contra inimigos como Freeza, Cell, Boo, entre outros, se tornando o protetor da Terra e todo o universo.

## Elementos da série

Mapa do Dragon World publicado no Daizenshuu 4: World Guide.

Uma parte importante da trama de Dragon Ball tem lugar no planeta Terra (地球, Chikyu). Nos livros com informações sobre a série ou em recapitulações dos capítulos, o universo ficíticio de Dragon Ball é nomeado Dragon World (ドラゴンワールド). É também o mundo de vários outros mangás de Toriyama, como Dr. Slump, Neko Majin Z, Jaco the Galactic Patrolman. O mundo mescla características de ficção científica com fantasia. Ainda que sua cronologia dita que transcorrem os anos 749 d.C. ao início da série, são encontrados diversos avanços tecnológicos. Os habitantes nativos do Dragon World podem ser classificados em três grupos: Humanos, Humanoides e Criaturas. Politicamente, encontra-se sob uma Monarquia absoluta mundial, e se encontra divido geograficamente em 43 zonas. Excetuando sua cronologia, o calendário tem as mesmas divisões e longitude que o Calendário Gregoriano. Toriyama concebeu o universo de seu trabalho como uma "grande esfera" dividida em dois setores: na parte inferior habitam todos os seres vivos ("terra dos vivos"), enquanto a parte superior é o "além" (あ の 世, Anoyo), o lugar para onde se dirige tal personagem depois de sua morte e lar de alguns espíritos e divindades. Entre os dois setores está o Inferno (地獄 Jigoku), destino daqueles seres do mal quando morrem. Quatro quadrantes podem ser distinguidos no reino dos vivos, cada um dos quais é governado por um ser divino conhecido como Kaioshin (界王・界王神, Kaio Shin). Por sua vez, existem outros seres mais poderosos que supervisionam os Kaioshins, considerado como "deuses da criação". Em contraste, existem os "deuses de destruição'', que tem o objetivo de exterminar a vida, a fim de garantir o equilíbrio no universo. Existem 12 de universos; Terra é parte sétimo e designada como "Planeta 4032-877", localizada na região nordeste do cosmos. É regida pelo deus Kami (神 様)—criador das Esferas do Dragão terrestres—, que é supervisionado pelo Kaioh do Norte.
Outros planetas notáveis na série são o Planeta Vegeta (惑星 ベ ジ ー タ, Wakusei Bejīta), de onde vem os Saiyajins (サ イ ヤ 人?), guerreiros com força sobre-humana e habilidades de combate; Namekusei (ナ メ ッ ク 星, Namekku-sei), de onde vem Kami e no qual existem outras esferas do dragão criadas por Saichoro, seu governante; ou o pequeno planeta habitado pelo Senhor Kaioh do Norte, localizado no além (originalmente um planeta de proporções normais, mas foi encolhido por Bills, o Deus da Destruição). Os eventos do anime Dragon Ball GT, cujo argumento não foi escrito por Toriyama, ocorrem principalmente no espaço e em outros planetas que não aparecem no mangá. Da mesma forma, outros universos e seus habitantes são descritos no anime Dragon Ball Super.
Os principais objetos da série são as Esferas do Dragão (português brasileiro) ou Bolas de Cristal(português europeu), sete esferas de cor alaranjada com um número distinto de estrelas vermelhas cada uma em seu interior. Existem quatro tipos diferentes: as da terra, as do planeta Namekusei, as definitivas —estas últimas aparecem unicamente em Dragon Ball GT— e as Super Esferas do Dragão —que aparecem em Dragon Ball Super—. Quando todas estão reunidas, permite convocar um dragão mágico diferente— Shenlong (神龍), Porunga (ポ ル ン ガ, Porunga), Shenlong Vermelho (赤 い シ ェ ン ロ ン, Akai Shenron) e Super Shenlong (超 神龍), respectivamente—, que podem cumprir um ou mais desejos para o responsável por reunir as esferas.

## Temáticas
Dragon Ball, basicamente, é sobre a luta entre o bem e o mal. A princípio alguns dos personagens pretendem reunir as sete Esferas do Dragão para pedir algum desejo pessoal, mas eles aprendem que estes objetos também são procurados por outros para o mal, que os leva a enfrentá-los em mais de uma ocasião. Mais tarde, eles aparecem mais poderosos do que os adversários anteriores, com objetivos como conquistar a Terra ou exterminar a humanidade; de modo que tem na trama vários elementos característicos da ficção científica. Goku e seus amigos representam o bem e tentam erradicar o mal com a ajuda das Esferas do Dragão e outros objetos mágicos, sem que a morte represente um último obstáculo para eles, já que podem reviver com a ajuda desses objetos.
Um dos valores é sobre amizade, uma vez que vários dos desejos que os protagonistas pediram ao juntar as esferas foram para reviver amigos que morreram. Além disso, Goku sempre vai ajudar os seus amigos quando eles estão em perigo. O protagonista oferece uma imagem de "redenção e esperança", assim como o crescimento pessoal, aumentando o seu poder significativamente à medida que a série continua: "Goku luta para melhorar e desenvolver suas habilidades porque faz ele se sentir mais forte e mais feliz [...] Procurar inimigos mais fortes para se forçar a melhorar e provar que é melhor do que antes, não para ratificar a sua existência e invalidar os seus adversários". Este último, é exemplificado nos diferentes momentos em que o personagem está animado para conhecer um inimigo desafiador ou quando, pouco antes de derrotar Majin Boo, ele diz, "[Majin Boo] Você é um ser incrível, eu te admiro muito por que deu o melhor de si. Passou por várias transformações, foi tão poderoso que todos odiamos você. Espero que renasça como uma boa pessoa, estarei te esperando para lutarmos. Eu também vou treinar, vou treinar bastante para ficar mais forte. Adeus Majin Boo."

## Personagens Principais

### Super Guerreiros
- Gokū (孫悟空, Son Goku): O protagonista de Dragon Ball; um Saiyajin, também chamado Kakarotto (カカロット), que é enviado para a Terra para exterminar a humanidade como parte do plano de conquista de Freezer. É criado como humano por Son Gohan. Desde a infância que se envolve na busca pelas Esferas do Dragão juntamente com Bulma, Yamcha, Oolong e Pual. Com o passar dos anos, ganha força e aprende técnicas úteis para derrotar inimigos que tentam exterminar os últimos saiyajin, a Terra e os seus habitantes, ao querer reunir as esferas para realizar desejos maléficos. Tem dois filhos, Goten e Gohan. Na versão original japonesa, Masako Nozawa dá voz à personagem nas adaptações audiovisuais da manga. [28]

- Vegeta (ベジータ, Bejīta): Era o príncipe herdeiro do Planeta Vegeta. Freeza engana-o sobre o destino do seu planeta e pede-lhe apoio para continuar os seus planos de conquista. Anos após a chegada de Goku à Terra, Vegeta chega lá com Nappa para encontrar as esferas do dragão e pedir o desejo de se tornar imortal. Como Freeza também descobre o poder destes objetos e deseja a vida eterna, Vegeta inicia uma rivalidade com ele e com os membros da sua organização, ajudando Goku a enfrentar o vilão. Ao longo da série, Vegeta expressa a sua ambição de superar o poder de Goku. No Japão, a personagem é interpretada pelo ator Ryō Horikawa. [28]

### Super Guerreiros híbridos
- Gohan (孫悟飯, Son Gohan): É treinado por Piccolo quando era criança. Participa em várias batalhas contra vilões que procuram exterminar a humanidade e é responsável pela derrota do android Cell. Casa com Videl e os dois têm uma filha, Pan. Tal como Goku, Nozawa emprestou a sua voz à personagem em japonês. [28]

- Trunks (トランクス, Torankusu): Aparece originalmente como um jovem guerreiro do futuro, cuja missão é alertar os guerreiros Z sobre a ascensão dos androides criados pelo Dr. Gero, cujo objetivo é matar Goku. Depois de ajudar os protagonistas na luta contra estes seres malignos, regressa à sua época original. Na cronologia normal da série, Trunks aparece como uma criança que enfrenta o maléfico Majin Boo com Goten. Mais tarde, torna-se um dos protagonistas de Dragon Ball GT. Na versão japonesa do anime, é dobrado por Takeshi Kusao.[28]

## Produção
Akira Toriyama modelou vagamente Dragon Ball no clássico romance chinês Jornada ao Oeste; mas também o redesenhou a partir de seu primeiro mangá one-shot, Dragon Boy, de 1983. Ele disse que as lutas foram influenciadas pelos filmes do famoso ator de artes marciais Jackie Chan, já que ele queria criar uma história com o tema básico de Jornada ao Oeste, mas com "um pouco de kung fu". Desde que foi serializado em uma revista shōnen, Toriyama adicionou a ideia das Esferas do Dragão para dar-lhe uma atividade semelhante a um jogo de reunir algo, sem pensar no que os personagens desejariam. Com Goku sendo Sun Wukong, Bulma como Xuanzang, Oolong como Zhu Bajie e Yamcha sendo Sha Wujing, ele pensou originalmente que duraria aproximadamente um ano ou terminar logo que as Esferas do Dragão fossem encontradas. Toriyama afirmou que, embora as histórias sejam propositadamente fáceis de entender, ele especificamente apontou Dragon Ball a leitores mais velhos que os de seu anterior Dr. Slump. Também queria romper com as influências ocidentais comuns em Dr. Slump, deliberadamente indo para o cenário chinês, referenciando edifícios chineses e fotografias da China que sua esposa tinha comprado. A ilha onde o Tenkaichi Budokai é realizado é modelada conforme Bali, que ele, sua esposa e assistente visitou em meados de 1985, e para a área em torno da nave espacial Babidi ele consultou fotos da África.
Foi quando o torneio de artes marciais Tenkaichi Budōkai começou que Dragon Ball realmente se tornou popular, tendo recordado as corridas e torneios de Dr. Slump. Antecipando que os leitores esperariam que Goku ganhasse os torneios, Toriyama o colocou perdendo os dois primeiros enquanto planejava uma eventual vitória. Ele disse que a Torre Músculo no enredo das Forças Red Ribbon foi inspirada no jogo eletrônico Spartan X, no qual os inimigos tendiam a aparecer muito rápido. Kazuhiko Torishima, o editor de Akira Toriyama, alegou que Dragon Ball não tinha um grande vilão e contou a história do imperador romano Nero para o autor. Toriyama então criou Piccolo Daimaoh como um vilão verdadeiramente malvado  e como resultado achou o arco mais interessante para desenhar. Uma vez que Goku e seus amigos se tornaram os mais fortes na Terra, eles se voltaram para oponentes extraterrestres incluindo os Saiyajins. Freeza, que assumiu a força de planetas para revendê-los, foi criado em torno da época da bolha financeira japonesa e inspirado por especuladores imobiliários, a quem Toriyama chamou de "pior tipo de pessoas." Achando a escalada de inimigos difícil, Toriyama criou as Forças Especiais Ginyu para adicionar mais equilíbrio à série. Ele acrescentou viagem no tempo, mas disse que teve um tempo difícil com ela, só pensando no que fazer naquela semana e ter que discutir isso com o seu segundo editor Yu Kondo. Após a morte de Cell, Toriyama pretendia que Gohan substituísse Goku como protagonista da série, mas sentiu que o personagem não era adequado para o papel e mudou de ideia.
Indo contra a convenção normal de que os personagens mais fortes devem ser os maiores em termos de tamanho físico, ele desenhou muitos dos personagens mais poderosos de Dragon Ball com estaturas pequenas, incluindo o protagonista, Goku. Toriyama explicou depois que ele tinha Goku crescendo como um meio para fazer o desenho de cenas de luta mais fácil, apesar de seu primeiro editor Kazuhiko Torishima ter sido inicialmente contra, porque era raro ter o personagem principal de uma série de mangá mudar drasticamente. Ao incluir lutas no mangá, Toriyama colocou os personagens indo para locais desabitados para evitar dificuldades em atrair residentes e destruir edifícios. Toriyama disse que não planejou os detalhes da história, resultando depois em ocorrências estranhas e discrepâncias na série, incluindo a mudança das cores dos personagens no meio da história e poucos personagens com tom de tela porque ele achou difícil de usar. Desde a conclusão de Dragon Ball, Toriyama continuou a adicionar mais coisas à sua história, principalmente informações de fundo sobre o seu universo, através de guias publicados pela Shueisha.
Durante a segunda metade da série, Toriyama disse que tinha ficado mais interessado em inventar a história do que realmente desenhá-la, e que as batalhas se tornaram mais intensas com ele simplificando as linhas. Em 2013, ele afirmou que, por Dragon Ball ser um mangá de ação, o aspecto mais importante é o senso de velocidade, então ele não desenhou muito elaborado, chegando a sugerir que se poderia dizer que ele não estava interessado na arte. Também disse uma vez que seu objetivo para a série era contar uma história "não convencional e contraditória". Em 2013, comentando o sucesso global de Dragon Ball, Toriyama disse: "Francamente, eu não entendo por que isso aconteceu. Enquanto o mangá estava sendo serializado, a única coisa que eu queria era manter as crianças japonesas felizes.", "O papel do meu mangá é ser um trabalho de entretenimento de um lado para o outro, ouso dizer que não me importo, mesmo que [minhas obras] não tivessem deixado nada para trás, contando que tenham entretido seus leitores".

## Mídias

### Mangá

Dragon Ball estreou na revista Weekly Shōnen Jump de número 51 em 3 de dezembro de 1984.

Escrito e ilustrado por Akira Toriyama, Dragon Ball foi serializado na antologia de mangá Weekly Shonen Jump de 20 de novembro de 1984 a 23 de maio de 1995, quando Toriyama ficou exausto e sentiu que precisava de uma pausa do desenho. Os 519 capítulos individuais foram publicados em 42 volumes tankōbon pela Shueisha de 10 de setembro de 1985 a 4 de agosto de 1995. Entre 4 de dezembro de 2002 e 2 de abril de 2004, os capítulos foram relançados em uma coleção de 34 volumes kanzenban, que incluiu um final ligeiramente reescrito, novas capas, e arte coloridas de sua publicação na Weekly Shōnen Jump. A edição de fevereiro de 2013 da V Jump, que foi lançada em dezembro de 2012, anunciou que partes do mangá serão totalmente coloridas e relançadas em 2013. Vinte volumes, começando pelo capítulo 195 e agrupados por arcos de história, foram lançados entre 4 de fevereiro de 2013 e 4 de julho de 2014. Doze volumes, cobrindo os primeiros 194 capítulos, foram publicados entre 4 de janeiro e 4 de março de 2016. Uma edição sōshūhen que visa recriar o mangá como ele foi originalmente serializado na Weekly Shonen Jump com páginas a cores, texto promocional e previsões do próximo capítulo, começou a ser publicado em 13 de maio de 2016.

#### Spin-offs
Outro mangá escrito por Ōishi, o Dragon Ball: Episode of Bardock de três capítulos que gira em torno de Bardock, pai de Goku, foi publicado na revista mensal V Jump de agosto até outubro de 2011.
O capítulo final da série de mangá de Toriyama de 2013, Jaco the Galactic Patrolman, revelou que ela é ambientada antes de Dragon Ball, com vários personagens aparecendo. Os volumes coletados de Jaco contêm um capítulo bônus de Dragon Ball apresentando a mãe de Goku.
Em dezembro de 2016, um mangá spin-off intitulado Dragon Ball Side Story: The Case of Being Reincarnated as Yamcha começou a ser publicado na revista digital da Shōnen Jump da Shueisha. Escrito e ilustrado por Dragon Garow Lee, trata-se de um garoto do Ensino Médio, fã de Dragon Ball que, após morrer em um acidente, acorda no corpo de Yamcha no mundo do mangá.

### Séries de anime

#### Dragon Ball
Toei Animation produziu uma série de anime baseada nos primeiros 194 capítulos do mangá, também intitulada Dragon Ball. A série estreou no Japão na Fuji Television em 26 de fevereiro de 1986 e terminou em 12 de abril de 1989, com duração de 153 episódios.

#### Dragon Ball Z
Ao invés de continuar o anime como Dragon Ball, Toei Animation decidiu continuar com sua adaptação sob um novo nome e pediu a Akira Toriyama para chegar ao título. Dragon Ball Z (ドラゴンボールZ(ゼット, Doragon Bōru Zetto), frequentemente abreviado como DBZ, se passa cinco anos após o final da primeira série e adapta os últimos 325 capítulos do mangá. Começou no Japão na Fuji ATV em 26 de abril de 1989, assumindo o intervalo de tempo do seu antecessor, e durou 291 episódios até sua conclusão em 31 de janeiro de 1996.

#### Dragon Ball GT
Dragon Ball GT (ドラゴンボール, GT Doragon Bōru Jī Tī) estreou na Fuji TV em 2 de fevereiro de 1996 e terminou em 19 de novembro de 1997, com duração de 64 episódios. Ao contrário das duas primeiras séries de anime, ela não é baseada no mangá original de Akira Toriyama, sendo criada pela Toei Animation como uma continuação da série ou como Toriyama a chamou, uma "grande história paralela do Dragon Ball original." Toriyama desenhou os personagens principais, a nave espacial usada na série, o design de três planetas, e veio com o título e o logotipo. Além disso, Toriyama também supervisionou a produção da série, assim como ele tinha feito para os animes Dragon Ball e Dragon Ball Z.

#### Dragon Ball Kai
É uma remasterização em HD de Dragon Ball Z, anunciado em fevereiro de 2009 pela Toei Animation. Kai significa revisão, nada mais sendo que uma nova versão editada para comemorar os 20 anos de Dragon Ball Z. A nova versão da série possui nova abertura e encerramento e as falas foram re-dubladas pelos atores originais. A versão Kai teve 99 episódios e apenas 98 foram transmitidos, devido ao acidente com tsunami no Japão. Em 2014, estreou a segunda parte do anime, focado na Saga de Majin Boo.

#### Dragon Ball Super
Em 28 de abril de 2015, Toei Animation anunciou Dragon Ball Super (ドラゴンボール超, Doragon Bōru Sūpā), a primeira série de anime de Dragon Ball a ser lançada em 18 anos desde Dragon Ball GT. Estreou em 5 de julho de 2015 e é exibida como uma série semanal às 9:00 da manhã na Fuji TV aos domingos. Masako Nozawa reprisa seus papéis como Goku, Gohan e Goten. A maioria do elenco original reprisa seus papéis também. Kouichi Yamadera e Masakazu Morita também reprisam seus papéis, como Bills e Whis, respectivamente. A história do anime é definida quatro anos após a derrota de Majin Boo, quando a Terra se tornou pacífica mais uma vez. Akira Toriyama é o criador da série, e também é creditado por "história original e conceitos de design de personagens".

#### Super Dragon Ball Heroes
Em maio de 2018, a Yonkou Productions anunciou o anime Super Dragon Ball Heroes, baseado no jogo de mesmo nome publicado pela Bandai Namco.

#### Dragon Ball Daima
Em outubro de 2023, a Toei Animation anunciou que o novo anime Dragon Ball Daima seria lançado no outono de 2024. A série estreou no dia 11 de outubro de 2024, na Fuji TV e Crunchyroll. O novo anime apresenta um enredo diferente, onde Goku e seus amigos são transformados em crianças, semelhante ao que ocorre em Dragon Ball GT. Para reverter essa situação, eles devem viajar para um mundo desconhecido chamado Demon Realm (Reino Demoníaco, em português). Os eventos de Dragon Ball Daima ocorrem antes de Dragon Ball Super e após Dragon Ball Z.

### Filmes

#### Animes
Vinte filmes animados baseados na série Dragon Ball foram lançados no Japão. Os três primeiros filmes são baseados na série de anime original de Dragon Ball. Os filmes restantes incluem quinze baseados em Dragon Ball Z, um especial de décimo aniversário da série (também baseado na primeira série de anime), e um novo filme baseado em Dragon Ball Super. Os cinco primeiros filmes foram exibidos no Festival de Mangá da Toei (東映まんがまつり, Tōei Manga Matsuri), enquanto do sexto ao décimo oitavo filme foram exibidos na Feira de Anime da Toei (東映アニメフェア, Toei Anime Fea). Eles são na maior parte narrações alternativas de certos arcos histórias envolvendo novos personagens ou extra-histórias paralelas que não se correlacionam com a mesma continuidade que a série. Uma vez que estes filmes foram originalmente mostrados como apresentações consecutivas ao lado de outras produções da Toei, eles foram geralmente abaixo da duração de um longa (cerca de 45-60 minutos cada), tornando-os apenas um pouco mais longos que um episódio da série de TV (a única exceção sendo o especial de 10 anos, de 1996, que tem um tempo de duração de 80 minutos). Os filmes mais recentes, Dragon Ball Z: Battle of Gods (2013), Dragon Ball Z: Fukkatsu no F (2015) e Dragon Ball Super: Broly (2018), foram produzidos como longas metragens e foram lançados nos cinemas no Japão; sendo estes os primeiros filmes a ter o criador original Akira Toriyama profundamente envolvido na sua produção.

#### Live-action
A primeira adaptação cinematográfica live-action, Dragon Ball, foi feita em 1990 por um estúdio Sul-coreano. Em 1991, ganhou um filme chinês que foi filmado na Tailândia intitulado:Dragon Ball: The Magic Begins.
Em março de 2002, o estúdio estadunidense, 20th Century Fox, adquiriu os direitos para a franquia Dragon Ball nos cinemas  e começou a produção de um filme de ação em live-action intitulado de Dragonball Evolution. Em junho de 2004, Ben Ramsey foi escolhido para criar um roteiro inspirado em Dragon Ball Z. Dirigido por James Wong e produzido por Stephen Chow, o filme foi lançado nos Estados Unidos em 10 de abril de 2009. O filme foi amplamente considerado um fracasso pela crítica e fãs de Dragon Ball, e só arrecadou 57 milhões de dólares nas bilheterias.

### Jogos eletrônicos
A franquia Dragon Ball gerou vários jogos eletrônicos em vários gêneros e plataformas. Os jogos anteriores da série incluíram um sistema de batalha de cartas e foram lançados para o Famicom seguindo o enredo da série. Começando com o Super Famicom e Mega Drive, a maioria dos jogos eram do gênero de luta ou RPG, como a série Super Butoden. Para os jogos de PlayStation 2 e PlayStation Portable, os personagens foram refeitos em gráficos cel shading 3D. Esses jogos incluíram a série Dragon Ball Z: Budokai e a série Dragon Ball Z: Budokai Tenkaichi. Dragon Ball Z: Burst Limit foi o primeiro jogo da franquia desenvolvido para o PlayStation 3 e Xbox 360. Dragon Ball Xenoverse foi o primeiro jogo da franquia desenvolvido para o PlayStation 4 e Xbox One. Um MMORPG chamado Dragon Ball Online estava disponível na Coreia, Hong Kong e Taiwan até que os servidores fossem fechados em 2013. Alguns anos depois, os fãs começaram a recriar o jogo. Hoje, "Dragon Ball Online Global" é uma nova versão europeia do Dragon Ball Online e está sendo desenvolvida, enquanto o servidor beta aberto está em execução.

### Trilhas sonoras
Múltiplas trilhas sonoras foram lançadas no anime, filmes e jogos. A música dos dois primeiros animes Dragon Ball e Z e seus filmes foi composta por Shunsuke Kikuchi, enquanto a música de GT foi composta por Akihito Tokunaga e a música de Kai foi composta por Kenji Yamamoto e Norihito Sumitomo. Para o primeiro anime, as trilhas sonoras lançadas foram Dragon Ball: Music Collection em 1985 e Dragon Ball: Complete Song Collection i em 1991, embora tenham sido reeditados em 2007 e 2003, respectivamente. Para o segundo anime, a série de trilhas sonoras lançadas foram Dragon Ball Z Hit Song Collection Series. Foi produzida e lançada pela Columbia Records do Japão de 21 de julho de 1989 a 20 de março de 1996 toda a vida do show. Em 20 de setembro de 2006, a Columbia relançou a Coleção Hit Song em sua série Animex 1300.

### Mangás
Houve numerosos Mangás para a franquia Dragon Ball. O principal deles é a série Daizenshuu (大 全集), composta por sete principais volumes de capa dura e três volumes de capa mole suplementares, cobrindo o mangá e as duas primeiras séries de anime e seus filmes. O primeiro deles, Dragon Ball: The Complete Illustrations (Daizenshuu volume 1), publicado pela primeira vez no Japão em 1995, contém todas as 264 ilustrações coloridas que Akira Toriyama desenhou para as capas, brindes de bônus e especiais da revista Weekly Shonen Jump, e todas as capas para os 42 tankōbon. Também inclui uma entrevista com Toriyama em seu processo de trabalho. Todos estão agora esgotados no Japão. A partir de 04-9 de fevereiro de 2013, versões condensadas do Daizenshuu com algumas informações atualizadas foram lançadas como o quarto volume da série Chōzenshū (超 全集). Para Dragon Ball GT, o Dragon Ball GT Perfect Files foram lançados em maio e dezembro de 1997 pela seção imprensa da Jump Comics da Shueisha. Eles incluem informações da série, galerias de ilustrações, informações dos bastidores e muito mais. Estavam fora de catálogo há muitos anos, mas foram relançados em Abril de 2006 (acompanhando o lançamento do DVD japonês de Dragon Ball GT) e esta edição ainda está esgotada.
Coincidindo com os 34 volumes kanzenban do relançamento do mangá, e o lançamento da série inteira em DVD pela primeira vez no Japão, quatro novos guias foram lançados em 2003 e 2004. Dragon Ball Landmark e Dragon Ball Forever cobrem o mangá, usando números de volume para pontos da história que fazem referência à versão kanzenban, enquanto Dragon Ball: Tenkaichi Densetsu (ド ラ ゴ ン ボ ー ル 天下 一 伝 説) e Dragon Ball Z: Goku Densetsu (ド ラ ゴ ン ボ ー ル Z 孫悟空 伝 説) cobrem os animes Dragon Ball e Dragon Ball Z, respectivamente. Muito do conteúdo nesses livros é reutilizado dos primeiros volumes do Daizenshuu, mas eles incluem novo material textual, incluindo entrevistas substanciais com o criador, elenco e equipe de produção da série. Son Goku Densetsu, em particular, mostra inéditos esboços do desenho do pai de Goku, Bardock, desenhados pelo designer Katsuyoshi Nakatsuru antes das revisões do criador Akira Toriyama que resultaram na versão final.
Após o lançamento de Dragon Ball Kai no Japão, quatro novos guias foram lançados: os dois volumes de Dragon Ball: Super Exciting Guide (ドラゴンボール 超エキサイティングガイド), cobrindo o mangá, e os dois volumes de Dragon Ball: Extreme Battle Collection (ドラゴンボール　極限バトルコレクション) em 2010, cobrindo a série de anime. Apesar da série de TV exibida durante este tempo seja Kai, os livros da coleção Extreme Battle referenciam a anterior série Z no índice e nos números do episódio. Esses livros também incluem novas sessões de perguntas e respostas com Akira Toriyama, revelando alguns novos detalhes sobre o mundo e personagens da série. 2010 também teve lançamento de um novo livro de artes, Dragon Ball: Anime Illustrations Guide - The Golden Warrior (ド ラ ゴ ン イ ス ー の の の の の の の の の); uma espécie de contraparte do anime para o direcionado ao mangá Complete Illustrations, que apresenta ilustrações originais do anime e inclui entrevistas com os três principais designers de personagens do anime. Cada um dos lançamentos japoneses em DVD, "Dragon Box", que foram lançados de 2003 a 2006, assim como os boxes em Blu-ray de Dragon Ball Kai, lançados de 2009 a 2011, vêm com um guia Dragon Book que contém detalhes sobre o conteúdo. Cada um também contém uma nova entrevista com um membro do elenco ou equipe de produção da série.

### Cartas colecionáveis
Jogos de cartas colecionáveis baseados em Dragon Ball, Dragon Ball Z e Dragon Ball GT foram lançados pela Bandai. Estas cartas apresentam várias cenas do mangá e do anime, além de arte exclusiva de todas as três séries, a Bandai lançou o primeiro conjunto nos Estados Unidos em julho de 2008.

### RPG de mesa
Em 1999, a editora R. Talsorian Games conseguiu a licença para lançar um RPG de mesa baseado em Dragon Ball Z usando o sistema Instant Fuzion.

## Impacto Cultural
Dragon Ball é considerado um dos principais exemplos da chamada "Era de Ouro da Shonen Jump", o período entre meados dos anos 1980 e meados dos anos 1990, quando as vendas da revista estavam em alta.  Em uma pesquisa realizada em 2007 pela Oricon em uma amostra de 1000 pessoas, Son Goku, o principal protagonista da franquia, ficou em primeiro lugar como "personagens de mangá mais fortes de todos os tempos". Sua jornada e sua força cada vez maior o levou a conquistar "a admiração de jovens em todos os lugares" e, mesmo depois de décadas após sua primeira aparição, Goku continua a ter uma grande influência no mundo do anime e mangá, especialmente sobre a dinâmica da demografia shōnen. Vários artistas de mangá, incluindo Eiichiro Oda e Masashi Kishimoto, criadores de One Piece e Naruto, respectivamente, afirmaram que Goku inspirou os protagonistas de suas duas histórias. Estes e outros autores contemporâneos japoneses honram Dragon Ball produziram ilustrações dos personagens da série em seus próprios estilos, as artes foram publicadas nas edições japonesa volumes dos volumes no formato kanzenban.
A série e os personagens inspiraram homenagens e paródias em todo o mundo: Dragon Fall é uma série argentina criada por Nacho Fernandez e Alvaro Lopez desde 1997 e publicada pela Hi No Tori Studio, que segue o estilo de Dragon Ball Z em histórias humorísticas e adiciona inúmeras outras paródias de mangá, quadrinhos, filmes e desenhos animados à paródia principal; Dragor Pall é uma história em quadrinhos italiana demente e satírica inspirada nos personagens de Toriyama e publicada pela editora especializada em paródias Zero Press.
Dragon Ball AF foi uma série sequela hipotética cuja história tem circulado na Internet há anos, mas que Toriyama sempre negou a autoria. O rumor também foi replicado em revistas especializadas e, dada a popularidade da série original, teve uma forte cobertura da mídia, o suficiente para ser mencionado em vários  O rumor surgiu de um fanart do leitor David Montiel Franco enviada a revista espanhola HobbyConsolas, sites de fãs ao redor do mundo e dando origem a muitas fanfictions, muitas vezes confundidos como autênticas. Para completar, surgiram mais artes do Studio Tomita, que na verdade era um grupo de fãs. A inconsistência dos itens fez sugerir (e mais tarde confirmada) de que era uma brincadeira: acredita-se, na verdade, que o símbolo AF é um acrônimo para April Fools', como é conhecido o Dia da Mentira em inglês. Inspirado pelo que foi agora considerado uma lenda urbana, alguns autores têm conseguido ao longo dos anos publicar dōjinshis, é o caso de Toyble ou Toyotarō, que mais tarde iria ilustrar os mangás oficiais do jogo Dragon Ball Heroes, do filme Dragon Ball Z: Fukkatsu no F e Dragon Ball Super.
Em maio de 2008, o roteirista "Salagir" e o desenhista "Gogeta JR" lançaram o primeiro capítulo de Dragon Ball Multiverse (DBM) em francês e inglês. Desde então, mais de uma centena de colaboradores entraram no projeto, e os mais de 1.700 quadros divididos em 74 capítulos (até abril de 2020) foram traduzidos para 36 idiomas. A história se passa após o arco Buu ("O Finale Against the Majins") para continuar o final do mangá oficial, e é inconsistente com os eventos de Dragon Ball GT e Dragon Ball Super.
O cenário baseia-se na teoria física dos multiversos (ver também os seus aspetos ficcionais) ou universos paralelos, com uma suposta referência aos Sliders. Assim, pequenas diferenças nos eventos de Dragon Ball e Dragon Ball Z criam uma bifurcação de universos: múltiplas realidades coexistem em paralelo, ampliando assim o princípio introduzido pelo retorno no tempo de Trunks do futuro. Por exemplo, existe um universo onde Son Goku não bate a cabeça quando criança (levando ao extermínio total dos humanos), outro onde Freeza e sua família foram eliminados muito cedo (deixando espaço para os Sayans), outro onde Trunks nunca voltou para o futuro com sua máquina (deixando espaço para os ciborgues), ou ainda outro onde Buu conseguiu absorver Goku e Vegeta e vencer (ele domina esse universo). Esses universos existem em paralelo com o universo "canon" do mangá (denominado no. 18) e o de Trunks (denominado no. 12). A trama principal gira, desde o início do mangá, em torno de um torneio de artes marciais organizado entre esses diferentes universos. As páginas do mangá alternam entre as aventuras deste torneio e apartes para descrever os diferentes universos, como surgiram e como evoluíram até o torneio. Este mangá foi aclamado pela crítica na França e internacionalmente